# Anomiopus bonariensis
Anomiopus bonariensis är en skalbaggsart som beskrevs av Bruch 1925. Anomiopus bonariensis ingår i släktet Anomiopus och familjen bladhorningar. Inga underarter finns listade i Catalogue of Life.